# Alberto Mario Pumarejo
Alberto Mario Pumarejo Certain (Barranquilla, 1929-Barranquilla, 24 de septiembre de 1999) fue un empresario deportivo y de medios de comunicación, y político colombiano, miembro del Partido Conservador Colombiano.
Pumarejo fue inversionista y varias veces presidente del equipo de fútbol local, Junior, llevándolo a convertirse en un equipo de élite en su país entre los años 70 y 80. También fue dirigente deportivo de golf y beisbol. Heredó de su padre la gerencia del periódico local El Heraldo.
Como político, fue electo como primer alcalde popular de Barranquilla, de 1988 a 1990, siendo destituido en 1989 por error en el conteo de votos. Su corto gobierno preparó la infraestructura de la ciudad con miras a la celebración de las eliminatorias al Mundial de Italia de 1990.

## Familia
Alberto Mario Pumarejo era miembro de las tradicionales familias de la región Caribe, Pumarejo, Vengoechea, entre otras. Sus padres eran Alberto Pumarejo Vengoechea y Eva Certain.
Su padre, un médico y empresario de renombre en su natal Barranquilla, fue fundador del periódico local El Heraldo, miembro ilustre del Partido Liberal Colombiano, alcalde de Barranquilla, director de la Policía de Colombia, y amigo y colaborador cercano del expresidente Alfonso López Pumarejo.
De hecho, Pumarejo era primo segundo de López Pumarejo, ya que la madre de López era prima del padre de Pumarejo. Su familia proviene de Valledupar, donde el patriarca familiar tenía negocios y propiedades en la Sierra Nevada de Santa Marta. El abuelo de Alberto Mario era Luis Gregorio Urbano Pumarejo Quirós, cuyo hermano era Sinforoso Pumarejo Quirós, padre de Rosario Pumarejo y suegro del banquero Pedro A. López (de quienes era hijo Alfonso López Pumarejo).
Una de sus tías, Helena Pumarejo Vengoechea, era la madre del empresario Julio Mario Santodomingo, que por tanto es primo de Alberto Mario y de Alfonso López Pumarejo.
Se casó con Aixa Guerrero y tuvieron una hija y un hijo, Rosario Pumarejo y Alberto Mario Pumarejo.